# Borodjanka
Borodjanka (in ucraino Бородянка?) è un insediamento rurale ucraino (13 832 abitanti) nel distretto di Buča, nell'oblast' di Kiev. Ospita l'amministrazione della comunità territoriale di Borodjanka, una delle comunità territoriali dell'Ucraina.
Fino al 18 luglio 2020 Borodjanka è stata il centro amministrativo del distretto di Borodjanka, abolito come parte della riforma amministrativa dell'Ucraina, che ha ridotto a sette il numero dei distretti dell'oblast' di Kiev, L'area del distretto di Borodjanka è stata fusa nel distretto di Buča.
Fino al 26 gennaio 2024 Borodjanka era classificata come insediamento di tipo urbano. Da tale data è entrata in vigore una nuova legge che ha abolito questo status e Borodjanka è stata riclassificata come insediamento rurale.

## Geografia fisica
La città è situata nella parte occidentale dell'oblast' di Kiev a pochi chilometri dal confine con l'oblast' di Žytomyr. Nella parte nord-orientale dell'insediamento scorre il fiume Trostjanec', affluente dello Zdvyž a sua volta affluente del Teteriv.